# Richard von Krafft-Ebing
Richard von Krafft-Ebing (Mannheim, 14 agosto 1840 – Graz, 22 dicembre 1902) è stato uno psichiatra e neurologo tedesco naturalizzato austriaco.

## Biografia
Deve la sua fama all'essere autore della Psychopathia sexualis, pubblicata in tedesco nel 1886, il primo tentativo di studio sistematico, quasi "enciclopedico", dei comportamenti sessuali devianti racchiuso in 600 pagine, nelle quali vengono analizzati circa 500 casi clinici. La genesi dell'opera va riscontrata nel fatto che il barone voleva dimostrare come le diverse forme di erotismo non collegate alla procreazione fossero da imputare a una degenerazione del cervello umano, che ritornava ai primordi bestiali. Ciò si rifaceva alle teorie evoluzioniste del naturalista Charles Darwin.
Dai suoi studi vennero identificate varie degenerazioni, quali il sadismo, il masochismo, il feticismo, il voyeurismo, l'esibizionismo, il frotteurismo, la ninfomania, la zoofilia, la necrofilia, la gerontofilia, la masturbazione compulsiva e la pedofilia. Su quest'ultima in particolare il suo contributo fu importantissimo, in quanto fu il primo a sentenziare che i bambini sono particolarmente suscettibili agli stimoli sessuali e che ogni abuso su di essi può avere conseguenze devastanti.
Considerava inoltre l'omosessualità una condizione ereditaria, una perversione incurabile. La distingueva dalla "perversità", cioè dalla condizione di chi pratica atti omosessuali per lucro. L'opera ebbe un vasto successo di pubblico, nonostante i passi giudicati "scabrosi" fossero tradotti in latino. Nella versione rivista da Moll fu ristampata ininterrottamente fino alla fine del XX secolo.

## Opere
- Die Melancholie: Eine klinische Studie, 1874
- Grundzüge der Kriminalpsychologie für Juristen, 2ª edizione 1882
- Psychopathia sexualis, 1886
- Die progressive allgemeine Paralyse, 1894
- Nervosität und neurasthenische Zustände, 1895